# Sharbat Gula
Sharbat Gula ou Sharbat Bibi, aussi appelée la « jeune fille afghane » ou « l'Afghane aux yeux verts », est une femme afghane de l'ethnie pachtoune, née en 1972.
En 1984, durant la guerre d'Afghanistan, alors que Sharbat Gula est forcée de quitter son pays, le journaliste américain Steve McCurry la photographie dans un camp de réfugiés afghans au Pakistan. Son visage devient célèbre lorsque le cliché de McCurry fait la couverture du magazine National Geographic, en juin 1985. Sharbat Gula était alors connue de par le monde simplement par ses surnoms, avant d'être retrouvée par McCurry en 2002.

## Portrait par McCurry
La photographie de la jeune Sharbat Gula a été prise au camp de réfugiés de Nasir Bagh au Pakistan en 1984 par le photographe Steve McCurry sur un film couleur Kodachrome. Elle étudiait alors à l'école du camp de réfugiés. McCurry, qui avait rarement l'occasion de photographier une Afghane, a saisi l'occasion et capturé son image alors qu'elle avait 12 ans.
La photo devient célèbre lorsqu'elle est publiée en couverture du magazine National Geographic en juin 1985.
Le photographe, qui n'avait pas noté son nom, retrouve sa trace en Afghanistan en 2002.

## Controverse autour du portrait
En avril 2016, McCurry admet que plusieurs de ses photographies ont été retouchées ou mises en scène, pour le National Geographic notamment,,,,. Le portrait de la jeune Afghane ne fait pas exception, la photo de la couverture du National Geographic Magazine ayant été retouchée au niveau des yeux comme l'a démontré un photographe indépendant indien, Kshitij Nagart. Si l'on fait fi des différences évidentes de la gestion de la couleur en raison de différents processus de numérisation / d'impression, on remarque néanmoins que certaines zones autour des yeux ont été retouchées : la chair autour de l'orbite de l’œil est moins creuse que la photo originale. Les yeux sont surtout plus propres : la saleté et la boue ont été effacées sur la couverture du National Geographic Magazine. Dans les publications postérieures de Steve McCurry, la saleté sera de nouveau présente et le fond plus vert que nature.
En 2019, un article du magazine The Wire a révélé que, dans une interview datant de de 2002, Sharbat Gula avait dit sa colère d'avoir été photographiée et affichée aux yeux du monde sans son consentement. D'après l'auteur de l'article, cela viendrait de ce que, dans la culture pachtoune, une femme ou une jeune fille n'a pas à dévoiler son visage, partager l'espace, établir un contact visuel ni être photographiée par un homme qui ne fait pas partie de sa famille. Ainsi son regard, qui a souvent été écrit comme exprimant la peur, est en réalité plein de colère.

## Biographie

### Exil
Sharbat Gula est devenue orpheline à la suite de l'invasion de l'Afghanistan par les Soviétiques, ce qui l'obligea à s'enfuir au Pakistan en 1984. Son village a été attaqué par des hélicoptères soviétiques au début des années 1980. L'attaque soviétique a tué ses parents et l'a forcée, avec ses frères et sœurs ainsi que sa grand-mère, à franchir les montagnes pour rejoindre le camp de réfugiés Nasir Bagh au Pakistan.
Elle s'est mariée avec Rahmat Gul à l'âge de 14 ans. Sharbat Gula a eu quatre filles : Robina, Zahida, Alia, et une autre morte durant sa petite enfance. Elle a exprimé l'espoir que ses filles puissent être instruites et recevoir l'éducation qu'elle n'a pas eu la chance d'avoir.
En 2015, elle resurgit dans l'actualité lorsque sa carte d'identité pakistanaise se révèle illégale. Elle se fait appeler à cette époque Sharbat Bibi, du nom de son mari.

### Retour en Afghanistan et exil en Italie
Après son arrestation en octobre 2016 par les autorités pakistanaises et 15 jours d'emprisonnement, un représentant du consulat afghan à Peshawar annonce avoir payé l'amende de cent-dix-mille roupies (950 euros) de Sharbat Gula pour sa condamnation pour fraude, et confirme son retour en Afghanistan. Après son expulsion du Pakistan, où elle avait fui la guerre plus de 30 ans auparavant, elle est accueillie le 9 novembre dans son pays par le président afghan Ashraf Ghani en personne, qui  organise une cérémonie en son honneur,.
Elle confie à l'AFP « avoir le cœur brisé de devoir retourner dans son pays d'origine, où les talibans sont à l'offensive face à un gouvernement affaibli. L'Afghanistan n'est que mon lieu de naissance, mais le Pakistan était ma patrie et je l'ai toujours considéré comme mon propre pays », depuis son lit d'hôpital à Peshawar, où elle est traitée pour une hépatite C. « J'avais décidé de vivre et de mourir au Pakistan mais ils m'ont fait la pire des choses. Ce n'est pas ma faute si je suis née là-bas [en Afghanistan]. Je suis déprimée. Je n'ai pas d'autre choix que de partir ».
Sharbat Gula est depuis exilée en Italie, où elle a été évacuée en tant que réfugiée après l'offensive des talibans de 2021 en Afghanistan,.